# Університет Сан-Паулу
Університет Сан-Паулу (порт. Universidade de São Paulo, USP) — один з найбільших та найвідоміших університетів Бразилії, один з трьох публічних університетів штату Сан-Паулу.
USP є одним з найбільших університетів країни, тут навчаються 86 тис. студентів та аспірантів. Університет має 11 кампусів, чотири з них розташовані у місті Сан-Паулу, його головний кампус називається «Кампус-Арманду-ді-Салес-Олівейра» (порт. Campus Armando de Salles Oliveira) загальною площею 7,44 км². Кампуси-філіали розташовані в містах Бауру, Корена, Пірасікаба, Пірассунга, Рібейран-Прету і Сан-Карлус. USP є не тільки освітнім, але й науковим центром, що працює у всіх галузях знання.
USP вважається одним з найпрестижніших бразильських університетів та наукових центрів. Всесвітній рейтинг газети The Times розміщає університет на 196 місці у світі, що є найкращим результатом в Латинській Америці. Також USP був класифікований на 87 місці у світі згідно з Webometrics, найкращий результат серед країн BRIC.